# Kaisershagen
Kaisershagen  is een dorp in de Duitse gemeente Unstruttal in het Unstrut-Hainich-Kreis in Thüringen. Het dorp wordt voor het eerst genoemd in een oorkonde uit 1323.
Tot 1995 was Kaisershagen een zelfstandige gemeente. In dat jaar fuseerden zes gemeenten, waaronder Kaisershagen, tot de nieuwe gemeente Unstruttal.